# Diecezja Pala
Diecezja  Pala – diecezja rzymskokatolicka w Czadzie. Powstała w 1956 jako prefektura apostolska. Podniesiona do rangi diecezji w 1964.

## Biskupi diecezjalni
- Prefekci apostolscy
  - o. Honoré Jouneaux OMI (1957–1964)
- Biskupi ordynariusze
  - bp Georges-Hilaire Dupont OMI (1964–1975)
  - bp Jean-Claude Bouchard OMI (1977–2020)
  - Bp Dominique Tinoudji (od 2021)